# Jillian Richardson
Jillian Cheryl Richardson-Briscoe (Guayaguayare, 10 marzo 1965) è un'ex velocista canadese di origine trinidadiana, specializzata nei 400 metri piani.

## Biografia
Nata a Guayaguayare, una delle principali città di Trinidad e Tobago, Jillian Richardson-Briscoe si trasferì a Calgary con la famiglia quando aveva nove anni. Frequentò gli studi a Calgary ed eccelleva in diverse specialità dell'atletica leggera.
All'età di 19 anni, partecipò ai Giochi olimpici di Los Angeles del 1984 nella staffetta 4×400 m, nella quale col tempo di 3'21"21 vinse la medaglia d'argento come seconda componente di una squadra composta anche da Charmaine Crooks, Molly Killingbeck e Marita Payne, dietro agli Stati Uniti d'America che ottennero l'oro e davanti alla Germania Ovest che ottenne il bronzo.
Tornò nella finale olimpica della staffetta a Seul 1988, ma non vinse medaglie. Dopo aver dato alla luce un figlio, ai Giochi olimpici di Barcellona nel 1992 si qualificò per la finale dei 400 m piani, nella quale terminò al quinto posto in una gara vinta dalla francese Marie-José Pérec.
Nel 1993 la Richardson-Briscoe fu vittima di un incidente stradale a New York. Rimase in coma per qualche giorno e al risveglio annunciò il ritiro. Nel 2000 è stata inserita nella Alberta Sport Hall of Fame.

## Palmarès
| Anno | Manifestazione           | Sede         | Evento      | Risultato  | Prestazione | Note             |
| ---- | ------------------------ | ------------ | ----------- | ---------- | ----------- | ---------------- |
| 1982 | Giochi del Commonwealth  | Brisbane     | 4×400 m     | Oro        | 3'27"70     |                  |
| 1983 | Mondiali                 | Helsinki     | 4×400 m     | 4ª         | 3'27"41     |                  |
| 1983 | Giochi panamericani      | Caracas      | 4×400 m     | Argento    | 3'30"24     |                  |
| 1984 | Giochi olimpici          | Los Angeles  | 4×400 m     | Argento    | 3'21"21     | Record nazionale |
| 1986 | Giochi del Commonwealth  | Edimburgo    | 400 m piani | Argento    | 51"62       |                  |
| 1986 | Giochi del Commonwealth  | Edimburgo    | 4×400 m     | Oro        | 3'28"92     |                  |
| 1987 | Giochi panamericani      | Indianapolis | 400 m piani | Argento    | 50"35       |                  |
| 1987 | Mondiali                 | Roma         | 400 m piani | 6ª         | 51"03       |                  |
| 1987 | Mondiali                 | Roma         | 4×400 m     | 4ª         | 3'24"11     |                  |
| 1988 | Giochi olimpici          | Seul         | 400 m piani | Semifinale | 49"91       | =                |
| 1988 | Giochi olimpici          | Seul         | 4×400 m     | Finale     | dnf         |                  |
| 1989 | Mondiali indoor          | Budapest     | 400 m piani | Bronzo     | 52"02       |                  |
| 1989 | Giochi della Francofonia | Casablanca   | 400 m piani | Oro        | 51"79       |                  |
| 1989 | Giochi della Francofonia | Casablanca   | 4×400 m     | Argento    | 3'32"96     |                  |
| 1992 | Giochi olimpici          | Barcellona   | 400 m piani | 5ª         | 49"93       |                  |
| 1992 | Giochi olimpici          | Barcellona   | 4×400 m     | 4ª         | 3'25"20     |                  |
| 1993 | Mondiali indoor          | Toronto      | 400 m piani | Batteria   | 52"15       |                  |